# John Hewie
John Davison Hewie (Pretoria, 1927. december 13. – Boston, 2015. május 11.) skót válogatott labdarúgó. 

## Pályafutása

### Klubcsapatban
Pretoriában született, Dél-Afrikában emigráns skót szülők gyermekeként és életének első 21 évét ott töltötte. 1947-ben az Arcadia Shepherds együttesében kezdete a labdarúgást, de mindössze egy évig volt a klub játékosa és Angliába szerződött. 1949 és 1966 között a Charlton Athletic tagja volt, a londoni klub színeiben pedig több mint 500 mérkőzésen lépett pályára. 1966-ban visszatért Dél-Afrikába az Arcadia Shepherds együtteséhez, ahol még öt évig játszott.

### A válogatottban
1956 és 1960 között 19 alkalommal szerepelt a skót válogatottban és 2 gólt szerzett. Részt vett az 1958-as világbajnokságon, ahol a Jugoszlávia és a Franciaország elleni csoportmérkőzésen kezdőként lépett pályára. A franciák ellen büntetőt végezhetett el, de kihagyta. A Paraguay elleni találkozón nem kapott lehetőséget.